# がんばりましょう
「がんばりましょう」は、SMAP14枚目のシングル。1994年9月9日にビクターエンタテインメントから発売された。

## 概要
「Hey Hey おおきに毎度あり」以来グループ2作目のオリコンシングルチャート1位を獲得。サンプリングを駆使し、イントロにも歌舞伎の声ネタとプリンスの「Gett Off」をサンプリングしている。また、サビの「Hey Hey Hey Girl　どんなときも」の部分は、アメリカのファンクグループNiteflyteの「You Are」のサビの部分が引用されている。
それまでに発売されたシングルの売上枚数を突き放す記録を叩き出し、SMAPの人気上昇に大きく貢献した楽曲である。
フジテレビ系『なるほど!ザ・ワールド』オープニングテーマ。本作のタイトルは、翌年『SMAPのがんばりましょう』と冠して番組タイトルにも使われた。また、『夢がMORI MORI』でもテーマソングの形で何度か使用された。
1994年第45回紅白歌合戦とFNS歌謡祭の両方で歌い翌年の1995年第46回紅白歌合戦とFNS歌謡祭と2年連続で歌った。SMAPの楽曲で紅白とFNSの両方で2年連続歌った曲はこれだけである。
そして2011年には16年ぶりにFNS歌謡祭で歌った。登場回数は3回でSHAKEの7回、世界に一つだけの花の3回に次ぐ2位タイの記録。
第67回選抜高等学校野球大会入場行進曲にも採用された。
1995年1月20日、ミュージックステーションに出演した際、阪神・淡路大震災の被災者へのメッセージと共にこの曲を歌った。
また、2011年3月21日放送の『SMAP×SMAP』では東日本大震災の被災者へのメッセージソングとして「どうか届きますように」とともに披露された。
メンバーでは木村拓哉と森且行にソロパートが存在している。森脱退後のコンサートでは森のパートを稲垣吾郎で穴埋めし、2001年の稲垣不在時に行われたツアーのみ香取慎吾が代役を担った。
「がんばりましょう」には、コンサートの映像を編集したものにCD音源を合わせたPVが存在している。2番を飛ばして3メロ3サビで終わるショートヴァージョンのPVとなっている。
シンガーソングライターの鈴木祥子は「がんばりましょう」の歌詞を気に入り、後に自身のシングル曲「Angel」(1997年) の作詞を作詞者の小倉めぐみに依頼している。
カップリング曲の「君と僕の6ヶ月」は、1997年発売のベストアルバム『WOOL』にも収録されている。また、2001年発売のベストアルバム『pamS』にも収録されている。
2009年から2013年までテレビ朝日系で放送されていた特別番組『SMAP☆がんばりますっ!!』のテーマソングとしても使われていた。
リズム時計工業のスヌーピーのからくり時計の内蔵曲で使用されている。
初回生産分のみステッカー付属。
コンサートでは基本的には毎回披露されているが、2012年のライブでは披露されず、1999年のライブでは披露はされたがDVDではカットされている。

## チャート成績
- 1994年9月19日付のオリコン週間シングルランキングで、初週23.7万枚を売り上げ、初登場1位を獲得した。
- 累計売上は72.0万枚（オリコン調べ）[2]。

## 収録曲
1. がんばりましょう
作詞：小倉めぐみ 作曲・編曲：庄野賢一
  - フジテレビ系『なるほど!ザ・ワールド』テーマソング。
  - フジテレビ系『夢がMORI MORI』テーマソング。
  - 中居正広・木村拓哉出演 ローソン「JOHNNYS WORLD VISUAL RECORD」CMソング。
  - 春の選抜高校野球'95 入場曲。
2. 君と僕の6ヶ月
作詞：三井拓 作曲・編曲：馬飼野康二
  - SMAP出演 ロッテ「シュガーレスガム」CMソング。
3. がんばりましょう（オリジナル・カラオケ）
4. 君と僕の6ヶ月（オリジナル・カラオケ）

## 収録アルバム
- Cool（#1）（がんばりましょう）
  - シングル・バージョンをベースに、少しアレンジされているが別バージョンにはカウントされていない。
- BOO（#1）（がんばりましょう）
  - リミックス・バージョン（「#2」は2番目のバージョンを意味する）を収録。
- Wool（#2）（君と僕の6ヶ月）
  - アルバム・バージョンを収録。
- Smap Vest（#1）（がんばりましょう）
- pamS（#2）（君と僕の6ヶ月）
- SMAP AID（#1）（がんばりましょう）
- SMAP 25 YEARS（#1）（がんばりましょう）

## 映像作品
がんばりましょう
- SEXY SIX SHOW
- SMAP 007 MOVIES〜Summer Minna Atsumare Party
- SMAP Winter Concert 1995-1996
- SMAP 010 "TEN"
  - 5人体制 初披露
- 1997 SMAP LIVE ス
- LIVE BIRDMAN
- LIVE S map
- LIVE pamS
  - 稲垣が謹慎の為4人で披露
- Smap! Tour! 2002!
- Live MIJ
- SMAPとイッちゃった! SMAP SAMPLE TOUR 2005
- SMAP 2008 super.modern.artistic.performance tour
- We are SMAP! 2010 CONCERT DVD
- Mr.S "saikou de saikou no CONCERT TOUR"（特典映像）
- Clip! Smap! コンプリートシングルス（PV映像）

君と僕の6ヶ月
- SMAP 007 MOVIES〜Summer Minna Atsumare Party
- 1997 SMAP LIVE ス
  - 5人体制 披露
- LIVE BIRDMAN
- LIVE pamS
  - 稲垣が謹慎の為4人で披露

## カバー
- ザ・ベンチャーズが、1995年発売のアルバム『POPS A LA CARTE』でカバーした。
- 松崎しげる - 2009年5月27日発売のアルバム「Yes We Can!!」に収録されている。